# 新丙戊酯
新丙戊酯（或译为丙戊匹酯，商品名有：Pivadin、Valproxen等），分子式C14H26O4，是一种用于治疗癫痫的抗惊厥药，可看作甲二醇的丙戊酸和叔戊酸酯。